# Supporters du FC Girondins de Bordeaux
 (juillet 2025).
- Si vous ne connaissez pas le sujet, laissez ce bandeau (vous pouvez alors contacter les auteurs).
- Si vous supprimez le contenu mis en cause (vous pouvez préalablement contacter les auteurs),

argumentez précisément cette suppression dans la page de discussion
(un manque de référence n'est pas un argument ; une recherche réelle de référence doit avoir été effectuée, être formellement documentée).
Auparavant situés devant le panneau d'affichage des scores en virage Nord, les plus fervents supporteurs du FC Girondins de Bordeaux migrent au virage Sud lorsque le panneau est modernisé et déplacé au début des années 1980. Cette tribune populaire debout, sans réelle organisation à ses débuts, voit alors l'apparition, vers le milieu des années 1980, de différents groupes de supporteurs plus ou moins organisés. De nombreux groupes se sont quant à eux succédé au virage Nord.
En 2024, les deux principaux groupes sont les vétérans Ultramarines au virage Sud et la toute nouvelle North Gate au virage Nord.
| Nom           | Abréviation | Date de création | Emplacement dans le stade                                                                                      |
| ------------- | ----------- | ---------------- | --- |
| Ultramarines  | UB87        | 18/08/1987       | Virage sud Chaban-Delmas/Virage sud Matmut Atlantique                                                          |
| Irréductibles | -           | 1998             | Latéral sud Chaban-Delmas/Latéral sud Matmut Atlantique (Bloc 24) puis virage Nord Matmut Atlantique (bloc 63) |
| North Gate    | NGB         | 20/05/2023       | Virage Nord Matmut Atlantique (Bloc 64 puis bloc 58)                                                           |
| Kop 33        | -           | 19/08/2024       | Virage Nord Matmut Atlantique (Bloc 61)                                                                        |

## Virage Sud

### 1984 - 1990: Les débuts
Inspiré du modèle italien après la confrontation en 1985 entre la Juventus FC et les Girondins en demi-finale de la Coupe des clubs champions (future Ligue des champions) et à la suite de la création des premiers groupes Ultras français (Commando Ultra 84, Boulogne Boys 85, Brigade Sud Nice 85...), un nouveau groupe apparaît le 5 août 1986 à l'occasion du match Bordeaux-Metz : Les Ultramarines. Cette nouvelle forme de "supportérisme" dite Ultra fait alors ses premiers pas à Bordeaux. Le 18 août 1987, les statuts du groupe sont déposés. Très vite, les dirigeants des Ultras vont être confrontés à la haine tenace du président de l'époque, Claude Bez, qui décrétera la "Chasse aux Ultras" dans une interview donnée à Sud Ouest. Les temps sont durs mais les premiers Ultramarines sont motivés, les premiers déplacements s'organisent, les gadgets ou fanzines apparaissent et des chorégraphies, notamment à base de ballons, torches et drapeaux, sont organisées. À la suite de quelques dissensions dans le groupe en 1990, apparaît un second groupe également à tendance Ultra : les Blue Devils. Bien que ceux-ci existaient plus ou moins officieusement depuis mi-89, la rupture officielle se fait en 1990. Le Virage Sud connaît alors un second souffle malgré les grandes difficultés rencontrées par les Ultramarines (38 membres). À la suite de problèmes financiers, le FC Girondins de Bordeaux est rétrogradé administrativement en D2 et les couleurs historiques marine et blanc sont abandonnées au profit du rouge bordeaux et du blanc.

### 1990 - 1994: Passage en division 2 et progression des groupes ultras
Les Blue Devils deviennent alors les Devils Bordeaux et les Ultramarines deviennent les Ultras Bordeaux. Une saine émulation se crée entre Devils et Ultras. Les déplacements, tifos, gadgets ou systèmes d'infos deviennent de plus en plus réguliers et gagnent en qualité. La direction du club, cherchant le soutien du public, facilitera alors l'existence des associations en permettant notamment de vendre des gadgets à l'intérieur du Parc Lescure, renommé depuis Stade Chaban-Delmas. Les deux groupes progressent, la "tifoseria" Bordelaise devient de plus en plus respectée parmi ses pairs avec notamment l'organisation de grands tifos pour l'accueil de l'Olympique de Marseille.
Des relations se créent avec les autres groupes de supporters français, notamment au FC Mulhouse avec sa Brigade Ultra, créée en 1988 (les Devils et la Brigade sont jumelés depuis 1992) et des Stéphanois (Magic Fans).

### 1994 - 2002: Débuts du CVS
L'année 1994 verra la création du CVS : Collectif Virage Sud réunissant Ultras et Devils, qui permettra de mieux gérer déplacements, sections, tifos pour les grandes affiches, édition de fanzines (le Bordeluche déchainé), photos et l'ouverture d'un local sur Bègles, en banlieue sud. Le premier tifo CVS fut organisé pour un Bordeaux-Nice, représentant le scapulaire bordeaux en bandes plastiques sur un fond blanc en feuille accompagnée de la banderole "Fiers de nos couleurs".
D'autres petits groupes existent aussi dans le virage Sud mais ne réunissent que peu de personnes : l'Antisocial est l'un des plus connus (groupe hools/casuals).
Pendant longtemps, la saison 1995-96 restera comme une année exceptionnelle du Virage Sud bordelais, en parallèle à l'épopée des Girondins en coupe d'Europe de l'UEFA. Les tifos de grande envergure se succèdent dans un virage alors non sectorisé et debout. Des tifos d'une grande technique sont créés, avec notamment un retourné de feuilles pour l'accueil du Milan AC, un tifo représentant les drapeaux des nations vaincues pour l'accueil du Slavia Prague et, pour finir, un tifo sur tout le stade (unique à l'époque) à l'occasion de la finale (perdue) face au Bayern de Munich. Des chorégraphies complexes, entièrement auto-financées et dont le niveau de créativité et d'originalité est aujourd'hui difficilement égalable à la suite des travaux apportés au stade pour la Coupe du monde 1998, sont régulièrement mises en place.
Les déplacements sont de plus en plus réguliers (plus d'une vingtaine) et parfois en masse, notamment pour Milan (2000) et Munich (2500), avec plusieurs milliers de fans se déplaçant sous l'égide du CVS.
La saison suivante verra le retour aux couleurs marine et blanche, les Ultras Bordeaux redeviennent alors les Ultramarines Bordeaux tandis que les Devils Bordeaux gardent leur nom. Les déplacements sont continus et le Grand Chelem (tous les déplacements dans la saison) réalisé par les Ultras et les Devils. L'organisation se renforce, la mentalité s'affine et les bordelais sont de plus en plus respectés.
L'organisation de certaines activités CVS comme le fanzine ou le local cesse au profit des groupes (le local Estanguet pour les Devils et la Kasa pour les Ultras, arrêt du "Bordeluche déchainé" au profit de "l'Avocat du diable" des Devils…) mais cela n'affaiblit pas le CVS qui gère toujours déplacements, sections, tifos...
La confrontation en 1999 contre l'AC Parme lors de la Coupe UEFA verra l'officialisation du second jumelage des Devils Bordeaux avec les Boys Parma 1977, les Ultramarines préférant n'avoir pour leur part qu'une seule amitié officielle, celle des Magic Fans de St-Étienne.

### 2002 - 2006: Les 15 ans au virage Sud et la dissolution des Devils

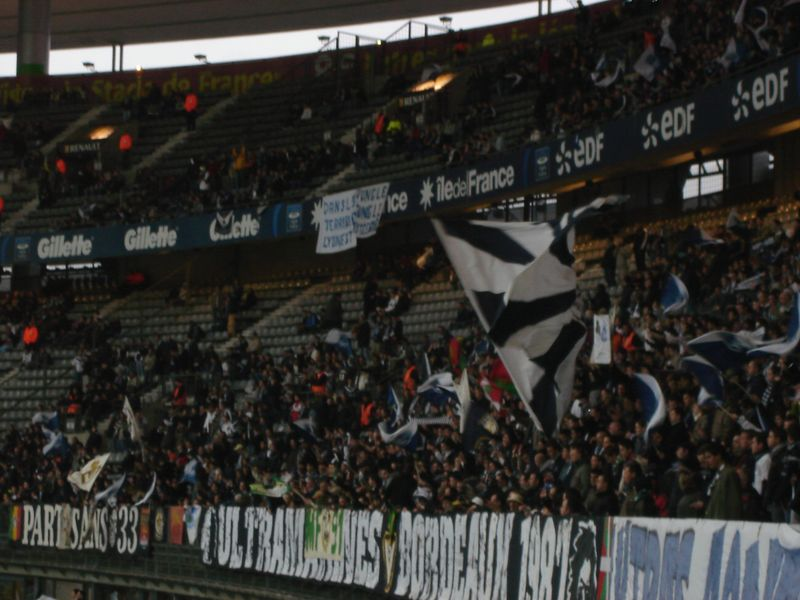
Supporters de Bordeaux lors de la finale de la Coupe de la Ligue 2007

L'année 2002 verra le 15e anniversaire des Ultramarines, avec un tifo tri-voile d'une très grande envergure. Le CVS fêta ses 10 ans par un tifo organisé sur tout le stade en 2004 pour Bordeaux-Lyon avec le plus grand voile jamais sorti au Parc Lescure, tifo feuille et voile ou puzzle en cartons sur les autres faces du stade, le tout totalement autofinancé.
En mai 2005, Les Devils Bordeaux fêtent aussi leurs 15 ans par un tifo somptueux, original et techniquement recherché : une fresque en polyane (70 mètres sur 6,5m) représentant les quais de Bordeaux et soulevée par plusieurs centaines de ballons gonflés à l'hélium accompagné d'une réplique de la bâche domicile tombant du toit (plus de 50 m) qui une fois abaissée fera apparaître le logo du groupe accompagné de rayons jaunes et rouges et de voiles latéraux sur lesquels apparaissent 19 et 90, date de la création des Blue Devils.
Le vendredi 24 novembre 2006 en fin d'après-midi, les Devils Bordeaux annonçaient à la surprise générale leur dissolution, laissant ainsi les Ultramarines seuls dans le Virage Sud.

### 2006 - 2022: La fin à Chaban-Delmas et les débuts au Matmut Atlantique
Les performances du club sont plutôt bonnes les années suivantes, avec notamment un titre de champion de France en 2009, ce qui permet aux ultramarines de ne pas trop souffrir de la dissolution des devils.

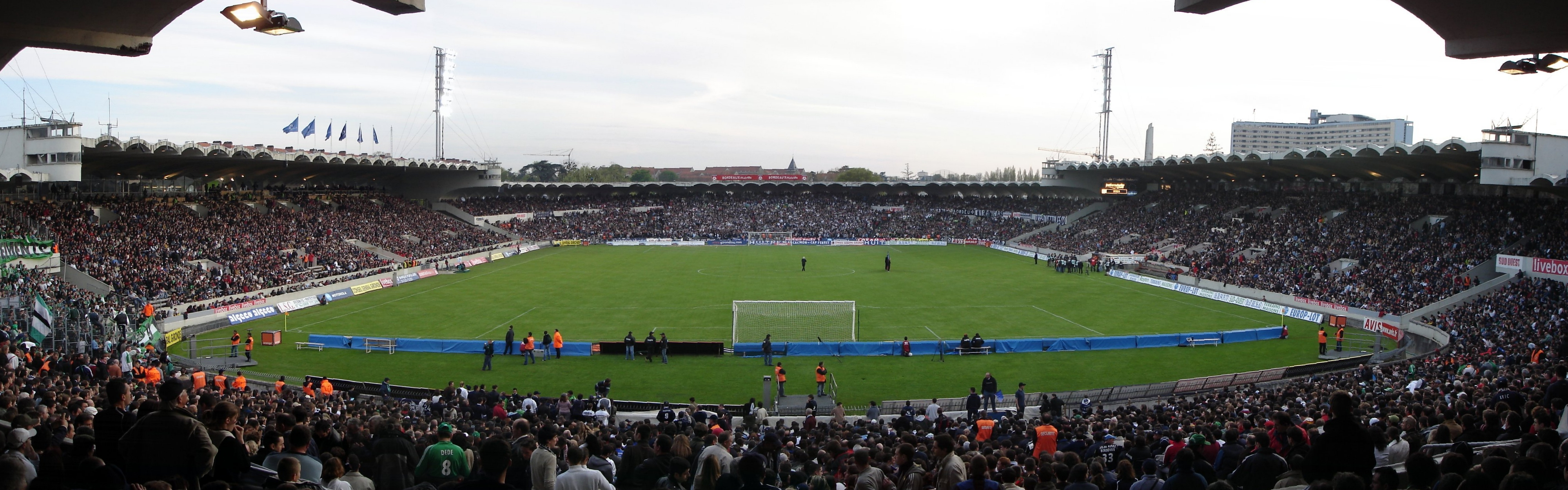
stade Jacques Chaban Delmas lors d’une rencontre Bordeaux - Saint-Étienne

2015 est une année importante pour les girondins et les ultramarines car celle-ci marque le passage du stade Chaban-Delmas au stade Matmut-Atlantique. Pour fêter le dernier match des girondins au stade Chaban-Delmas, la direction du club décide de faire entièrement confiance aux ultramarines pour la gestion de ces festivités. C’est ainsi que les ultramarines lance le mouvement « adieu Lescure ». Pendant des mois, les ultras du virage sud vont travailler sans relâche pour pouvoir rendre un dernier hommage à Chaban-Delmas. C’est le 9 Mai 2015, à 20h, face à Nantes, que ce dernier match est joué. Dès le début d’après-midi, à l’appel des ultramarines, c’est environ 8000 supporters qui se rassemblent place de république. Des anciennes gloires du club ont été rassemblées sur cette même place, parmi lesquels ont retrouve Marius Trésor, Lizarazu, Battiston ou encore Alain Giresse. En fin d’après-midi, les supporters se dirigent vers le stade en cortège. Une fois dans le stade, les festivités continues avec des fresques déployées représentent des événements historiques du stade Chaban-Delmas. Lors de l’entrée des joueurs sur la pelouse, 4 tifos géant sont déployés, recouvrant l’intégralité des tribunes du stade. Enfin, à quelques minutes de la fin de la rencontre, un craquage de fumigènes est réalisé par au virage sud. De nombreux supporters sont restés les quelques heures suivant le coup de sifflet final, jusqu’à la fermeture du stade au milieu de la nuit.
2 semaines plus tard, le 23 Mai 2015, Bordeaux joue son premier match au stade Matmut Atlantique face à Montpellier. Pour l'occasion, les ultramarines déploie un tifo s'étendant sur les deux étages du virage sud représentant un logo historique des girondins sur lequel on peut lire "Ultramarines Bordeaux".
Depuis les débuts dans ce nouveau stade, les ultramarines profitent des deux étages pour proposer des tifos beaucoup plus imposant. De grandes bâches sont ainsi régulièrement déployées et l'utilisation d'engins pyrotechniques est également très récurrente.

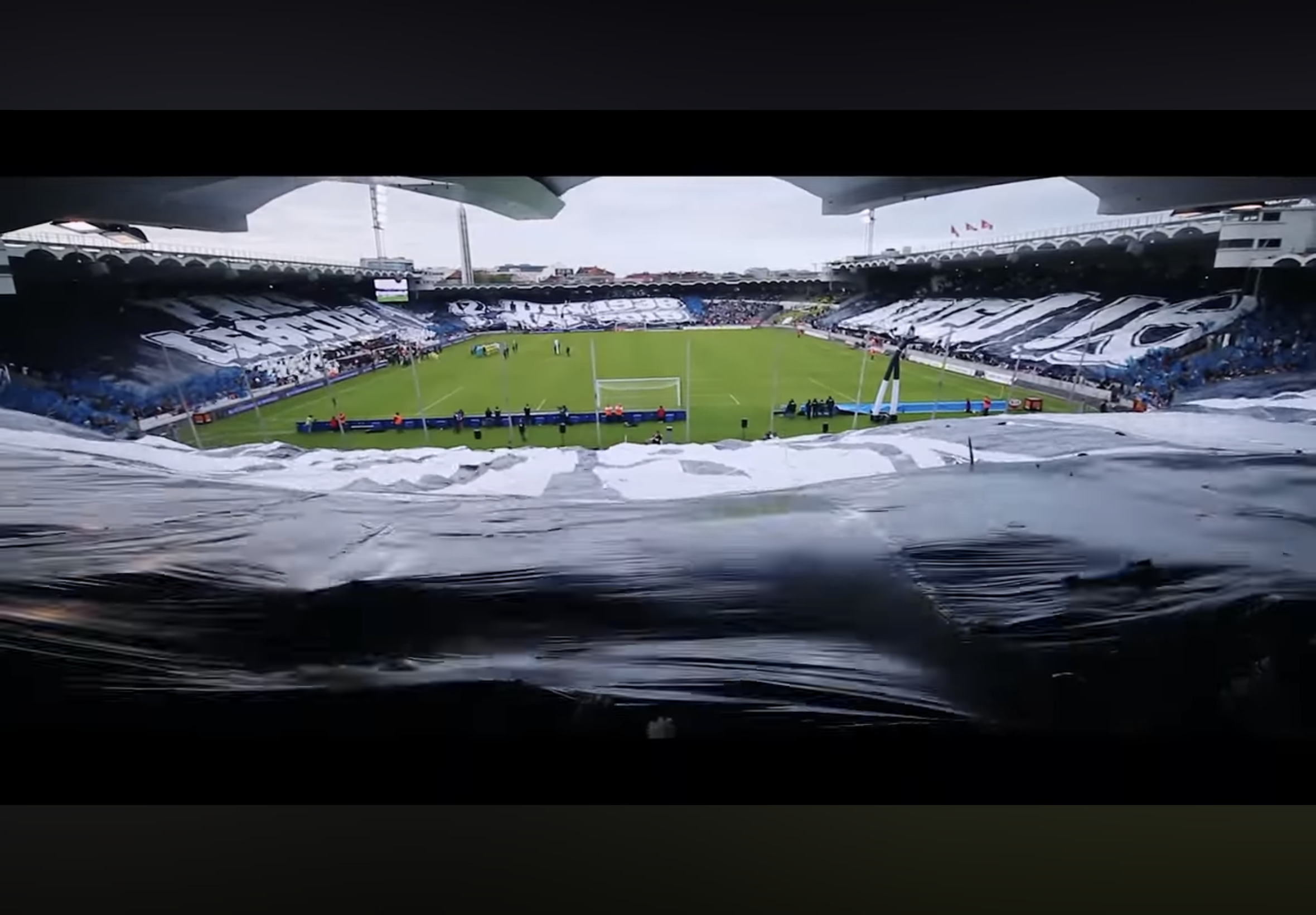
Tifo du dernier match au parc Lescure

Le 6 Novembre 2018 marque un tournant pour les girondins qui passe sous pavillon américain, M6 décidant de mettre un terme à 19 ans d’actionnariat dans le club en le vendant à GACP. Les ultramarines ont réagi tout au long du processus de vente avec beaucoup d’inquiétude, estimant que le fond d’investissement américain n’est pas assez fiable et craignant pour la santé financière du club a l’avenir. Dès l’été 2018, ces derniers avaient réagi sur les réseaux sociaux avec la création du hashtag handsoffcfcgb qui avait pour objectif de montrer l’opposition du peuple bordelais à cette vente. Les leaders UB87 prendront par la suite la parole lors du match contre la Gantoise en europa league, réaffirmant une nouvelle fois leur opposition à ce projet.
Cette animosité du virage sud envers le fond d’investissement américain ne s’atténue pas au fil du temps. En effet, le 28 Septembre 2019, alors que le FCGB reçoit le PSG au stade Matmut Atlantique. Une grève des chants a lieu lors des 10 premières minutes du match. Par la suite, une banderole destinée au président du club, Frédéric Longuépée, est brandi au virage sud : « président vous nous avez pris pour des clients, nous sommes des supporters ! ». Cette banderole est accompagné d’un chant « Longuépée démission ! ».Le même jour, les ultramarines publient un communiqué justifiant cet appel à la démission, en estimant que le virage sud est victime d’un manque de considération et de respect de la part du président, et que celui-ci accorde trop d’importance à l’aspect commercial du club, au détriment du sportif. Ils expliquent également dans ce communiqué que le président du club est impliqué dans un scandale de billetterie : en effet, d’après les UB87, une centaine de supporters se sont vu refuser l’accès au virage sud, pourtant loin d’être complet, les obligeant à payer des places plus chères dans d’autres tribunes. Le 20 Octobre 2019 lors du match contre Saint-Etienne au stade Matmut Atlantique, les supporters réalise pour la deuxième fois une grève des chants, cette fois-ci pendant tout le match. Le virage sud est déserté par les supporters qui restent dans les coursives du stade, et de nombreuses banderoles hostiles au président Longuépée, mais également au directeur « Stratégie Commerciale Stade et Réseaux » Antony Thiodet, sont déployés en tribune.

### Depuis 2022: le Virage Sud bousculé par les polémiques
Les Girondins de Bordeaux sont relégués en Ligue 2 au terme de la saison 2021-2022. Cette saison sera marquée par de nombreuses actions coup de poing menées par les Ultramarines, avec banderoles, chants ou même des manifestations dans le centre de Bordeaux. Le 20 Mars 2022, lors du match Bordeaux-Montpellier, le gardien des Girondins Benoît Costil est sifflé à chaque contact avec la balle, pendant toute la rencontre, par les Ultramarines. A la suite d'une performance jugée insuffisante par les ultras et matérialisée par des huées et des sifflets exprimés par le Virage Sud, une altercation a lieu à la mi-temps entre le joueur et Florian Brunet, un leader du groupe, le traitant de « petit facho de merde ». Costil finira par repartir au vestiaire en faisant un signe sous-entendant que le groupe d'ultras serait vendu à la nouvelle direction, incarnée par Gérard Lopez. Les leaders du groupe finissent par s'exprimer au Virage Sud à la fin du match, en indiquant que Benoît Costil, mais également Laurent Koscielny auraient eu des comportements racistes envers les autres joueurs Bordelais. Costil portera plainte par la suite pour diffamation. Trois jours après le match, les Ultramarines publient un communiqué accusant seul le gardien Benoît Costil de racisme. Le lendemain, les joueurs de l'effectif bordelais transmettent un communiqué à Sud-Ouest dans lequel ils défendent Benoît Costil. Le gardien Bordelais aura par la suite gain de cause et le leader des ultramarines Florian Brunet sera condamné à un total de 6500 euros d’amande (il n’a jamais apporté de preuves confirmant ces propos).
Le 9 juillet 2022, Pierre Le Camus, ancien candidat RN aux élections législatives et responsable local des "Jeunes avec Marine", est attaqué par une quarantaine d'individus à la terrasse d'un café du centre de Bordeaux où il était attablé avec des amis. Les agresseurs lui infligent des blessures qui lui valent 4 jours d'ITT, dont une fracture du nez. Six agresseurs présumés sont interpellés, tous membres des Ultramarines, dont cinq sont condamnés à un an de prison ferme pour violences en réunion (le sixième ayant été relaxé),,. A l'occasion de ce procès, les députés RN Edwige Diaz et Grégoire de Fournas demandent au gouvernement la dissolution des Ultramarines 1987.
Les Ultramarines fêtent leur 35 ans lors de la réception de Pau en ligue 2 lors de la saison 2022-2023. Le groupe réalise encore une fois un très grand spectacle, avec de nombreux tifos rappelant l'histoire du groupe, l'utilisation de nombreux fumigènes et autres engins pyrotechniques, etc. La dernière journée du championnat, qui voit Bordeaux affronter Rodez, est décisive pour la montée en Ligue 1. À cette occasion, le stade Matmut Atlantique est à guichets fermés. Malheureusement, la rencontre est gâchée par un scène ubuesque, un membre du Virage Sud rentre dans l'aire de jeu et bouscule Lucas Buades, joueur ruthénois qui vient de marquer le premier but de la rencontre, au bout d’une vingtaine de minutes, et qui tarde à revenir dans le champ de jeu. Le match est arrêté. Quelques jours plus tard, après une longue délibération de la Ligue de Football Professionnel, Rodez est déclaré vainqueur sur tapis vert, privant Bordeaux d’une montée en ligue 1. Beaucoup de supporters girondins reprochent alors à cet ultra sa mauvaise attitude lors de ce match, et celui-ci sera par la suite condamné à une amande de 2000 euros et une interdiction de stade de 2 ans, échappant à la peine de prison. Les ultramarines publient quand à eux un communiqué dans lequel ils présentent leur excuses au club, stadiers, joueurs et à tous les supporters présents en tribune.
Lors de la saison 2023-2024, les Girondins enchaînent les mauvaises performances. Ces déconvenues mènent à une grogne du Virage Sud, avec notamment une grève des encouragements et de nombreuses banderoles hostiles envers les différents acteurs du club tout au long de la saison. Cependant, de plus en plus de supporters s'interrogent sur la complaisance apparente des UB87 à l'égard de la nouvelle direction, estimant que les ultras ne sont pas assez durs devant les résultats du club depuis l'arrivée de  la nouvelle direction. Certains d’entre eux, dont les membres de la North Gate (groupe de supporters du virage nord), vont même jusqu'à accuser le groupe de complicité avec le dirigeant hispano-luxembourgois.
Le 19 février 2024, dans un bus d'Ultramarines revenant d'Amiens, un jeune de 16 ans se fait agresser après que des supporters aient découvert ses accointances avec l'extrême droite extra-parlementaire girondine. Forcé à ôter tout matériel floqué du nom des Ultramarines (notamment son tee-shirt), et ses effets personnels volés, il est frappé au visage puis abandonné sur un parking d'autoroute,. Deux Ultramarines, ayant en leur possession des biens personnels de la victime, sont interpellés peu après dans le cadre de l'enquête pour violences commises en réunion sur un mineur en relation avec une manifestation sportive. L'enquête se poursuit concernant l'inaction du chauffeur et des autres passagers,. Grégoire de Fournas, député Rassemblement National de la Gironde, réitère alors sa demande de dissolution du groupe des Ultramarines via une publication sur Twitter.
Le 24 Février 2024, lors du match Bordeaux - Guingamp, un groupe d’Ultramarines est attaqué par des individus de la North Gate, utilisant des mortiers sur les membres du Virage Sud, devant le stade Matmut Atlantique. Les raisons de cette attaque ne sont pas connues. Cinq jours après les incidents de Guingamp, les Ultramarines s’expriment au travers d’un communiqué en se montrant très virulents envers la North Gate, et déplorant cette attaque qu'ils considèrent hors de tout caractère ultra. En effet, ils expliquent avoir été menacés à de nombreuses reprises par des membres de la NGB et expliquent même qu’un Ultramarines a été agressé à Biscarrosse par des membres de la NGB.
Une nouvelle bagarre éclate aux abords du stade en marge de Bordeaux - Paris FC, faisant 4 blessés légers. Ce match est notamment ponctué par une ambiance très hostile envers différents acteurs du clubs, avec une pluie de banderoles que ce soit côté Virage Sud ou virage Nord. Ces bagarres aboutiront à des interdictions de déplacement à la chaîne pour les supporters Bordelais.
L'été 2024 est mouvementé au sein du club, relégué administrativement en National 2 et menacé de liquidation judiciaire. Lors de cette période, beaucoup de personnes s’interrogent sur le silence et l’absence d’appel au rassemblement des ultramarines. Le groupe estime finalement au milieu de l'été que Gérard Lopez doit partir et publie un communiqué justifiant sa stratégie et sa volonté de ne pas appeler au rassemblement pour exiger son départ, défendant le président du club sur certains points tout en le critiquant sur d'autres.
À la suite d'une situation conflictuelle entre le propriétaire du stade Matmut Atlantique, la mairie et le club, les Girondins de Bordeaux débutent leur saison au stade Sainte-Germaine du Bouscat à huis clos, avant de revenir au Matmut atlantique pour le troisième match à domicile. Le début de saison au stade Matmut atlantique en national 2 verra les Girondins réaliser de bonnes affluences malgré le contexte sportif et financier très compliqué. Le Virage Sud connait ainsi une bonne fréquentation en début de saison. Le 7 Décembre 2024, alors que les girondins reçoivent le Stade briochin au stade Matmut Atlantique, de nouveaux échauffourées éclatent sur le parvis du stade. Un groupe d’Ultramarines bloque l’entrée du virage Nord aux supporters de la NGB pendant plus d’une heure. L’origine de cette action des Ultramarines pourrait venir du fait qu’un jeune supporter mineur et non ultra mais habitué du Virage Sud ait été passé à tabac par des membres de la North Gate. Au même moment aux abords du Virage Sud, un supporter bordelais non ultra est violemment agressé par trois hommes cagoulés. Les ultras du Virage Sud finiront par entrer dans leur tribune quelques minutes après le début du match, sous les applaudissements des supporters déjà présents dans le virage. Le 10 Décembre, les Ultramarines publient un communiqué revenant sur les incidents de Saint-Brieuc et, sous la menace d'une dissolution par les pouvoirs publics, proposent à la North Gate un pacte de non agression. Le 13 Décembre, la NGB publie un communiqué dans lequel ils acceptent cette proposition. Le 11 Janvier 2025, pour le match de Bordeaux face à Granville et à la suite de la signature du pacte de non agression entre les deux groupes ultras bordelais, les supporters ont l’autorisation de se déplacer à Granville, une première depuis plusieurs mois. Le match sera placé sous haute surveillance et deux parcages seront constitués pour les deux groupes ultras, qui emprunteront deux itinéraires différents pour aller au stade et ainsi éviter de se croiser. Aucun incident n’est à déplorer. Cette organisation sera par la suite répétée jusqu’à la fin de la saison.

## Virage Nord

### 1990 - 2023: une succession de groupes

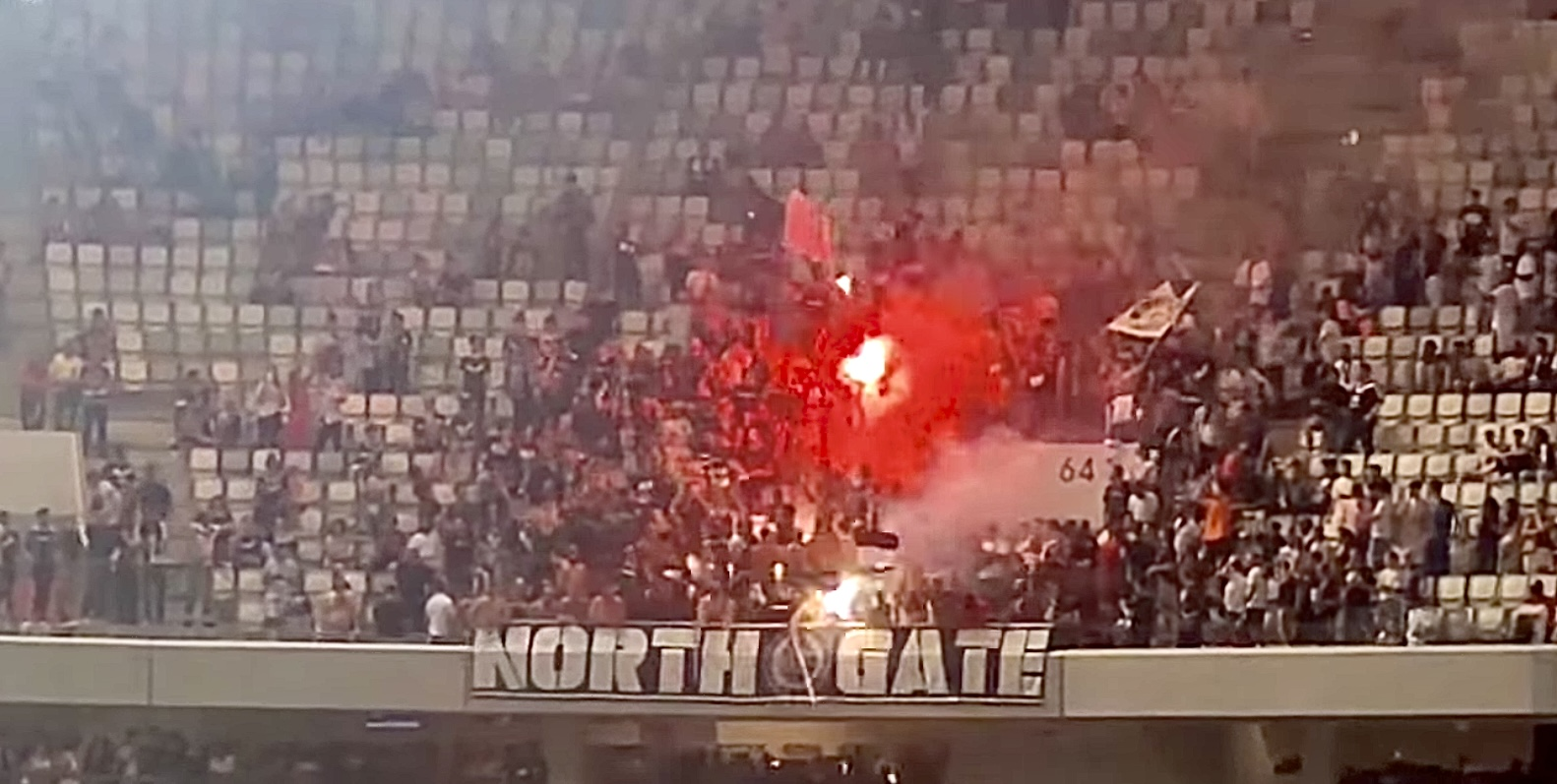
Supporters de la North Gate lors de Bordeaux-Rodez en 2023

De nombreuses tentatives ont eu lieu pour tenter de créer un second poumon au virage Nord du Parc Lescure.
Les Bordeaux Kop Nord sont le premier groupe organisé à élire domicile au virage Nord bas, au début des années 90. Réunis autour de tambours et grosses caisses, ils eurent le mérite de réaliser le plus grand drapeau d’Europe, sorti régulièrement lors de la saison de Division 2 1992-1993. Puis vinrent les Rouge et Blancs, également en virage bas. Musique et animations à base de drapeaux ponctuaient les matchs de leur côté. Arrivèrent ensuite les Vikings en tribune Nord centre, le premier groupe à cet emplacement, faisant directement face aux Ultramarines. Fin des années 1990, on trouve également les Fans Bordeaux, puis dans la foulée du titre de champion de France 1999, les Alliés Nord, club créé le 3 décembre 1999 et qui occupe le virage Nord centre - escalier 25. Leurs instigateurs, venus du virage Sud, veulent en cette année suivant le titre de champion, "mettre un peu d'ambiance dans ce virage Nord pour offrir aux Girondins un public et un stade à la hauteur". Un autre groupe existe à l'époque aux côtés des Alliés Nord, les Kop Marines. C'est de la fusion de ces deux groupes que naîtra lors de la saison 2001-2002 le groupe des Partisans 33 Bordeaux.
En début de saison 2004-2005, le groupe des Alliés Nord est reformé et possède depuis août 2007 une section Alliés Nord Franche-Comté, mais échoue à perdurer en 2008. En 2009, sur l'euphorie suscitée par le titre de champion du FCGB, un nouveau groupe se forme : les Oceanics Nord Bordèu. Ce nouveau groupe anime le virage Nord dans une mentalité non ultra, dite "fan club supporter". Malheureusement, le groupe est victime du dépeuplement du Virage Nord, notamment provoqué par les résultats décevants du club. Faute d'un nombre suffisant de suiveurs à domicile, le groupe arrête ses activités au bout de trois saisons d'animation.
En 2011, un groupuscule nommé La Meute se forme en Virage Nord haut, juste à côté du parcage. Par souci de sécurité par rapport au parcage des visiteurs, mais aussi et surtout soupçonné de vouloir véhiculer des idées d'extrême-droite dans le Virage Nord, le groupe est contraint d'arrêter de se rassembler à l'emplacement qu'il avait choisi, et la majorité des personnes qui le composent sont interdites de stade. Fin 2012, une nouvelle tentative de rassemblement par des personnes habituées depuis longtemps du Virage Nord a lieu en centre bas, cette fois sur le modèle du supportérisme anglais, mais elle échoue également, faute de suiveurs et par manque de structure.[réf. nécessaire].

### Depuis 2023: Création de la North Gate et tensions avec le virage sud
Le 10 Mai 2023, alors que les Girondins de Bordeaux, descendus en ligue 2 la saison précédente, sont en bonne posture pour remonter en ligue 1, la North Gate Bordeaux officialise sa création, annoncée depuis quelques semaines sur son compte X. Le groupe affirme vouloir "donner une nouvelle impulsion à l'ambiance du virage Nord", et annonce également que le début de ses activités aura lieu le 20 Mai 2023 lors de la réception du Stade Lavallois. Le groupe, fort d'environ 150 membres, se place au bloc 64 bas. La plupart des membres de la NGB sont en fait d’ex UB87 en désaccord avec la ligne du groupe concernant la direction incarnée par Gérard Lopez, contre qui ils affichent très vite leur mécontentement. Lors de leur premier match, la North Gate déploie une banderole indiquant "NGB et FCGB ensemble, prenons un nouveau virage". Quelques semaines après la création du groupe, des tensions éclatent avec les Ultramarines, à tel point que des arrêtés préfectoraux sont décidés lors des déplacements des Girondins pour éviter que NGB et UB87 se retrouvent dans le même parcage. Cependant, la situation s’apaise rapidement après discussion et les deux groupes finissent par se rapprocher. Ils se retrouvent ainsi dans le même parcage lors du déplacement à Angers en début de saison 2023-2024 de ligue 2. 
La première partie de saison se déroule normalement. La North Gate réalise notamment son premier Tifo lors de Bordeaux - Saint-Etienne. Les tensions avec le virage sud resurgissent cependant lors de Bordeaux - Guingamp, lorsque des Ultramarines sont attaqués par des individus vraisemblablement affiliés à la North Gate et armés de mortiers, devant le stade Matmut Atlantique. Le 27 Février 2024, soit trois jours après les incidents, la NGB publie sur son compte X un communiqué dans lequel elle se dit victime d’injustices. Ils indiquent notamment que la direction du club empêche la NGB d’utiliser des perchoirs et des sonos ou de garer leur camion au stade, interdit la vente de certains billets en virage Nord, etc. Le communiqué indique également que la direction du club a décidé de n’attribuer aucun billet au groupe pour le match à Rodez, empêchant ainsi la présence de la NGB en Aveyron. Le communiqué ne revient pas sur les incidents de Guingamp.
Deux jours après le communiqué de la North Gate, les Ultramarines s’expriment à leur tour, se montrant très virulents envers leur détracteurs du virage Nord. En effet, ils expliquent avoir été menacés à de nombreuses reprises par des membres de la North Gate et expliquent même qu’un Ultramarine a été agressé à Biscarrosse par des membres du virage Nord. Le 15 Mars 2024, la North Gate indique qu’aucun billet ne lui a été attribué pour le match à Annecy, ce qui empêchera une nouvelle fois le groupe d’être présent pour ce match. Ils expliquent souhaiter que le club trouve rapidement des solutions, et veulent montrer leur « calme » et leur « bonne foi » face à la situation, mais de nouveaux affrontements éclatent aux abords du stade lors de la rencontre Bordeaux-Paris FC, faisant 4 blessés légers. Ce match est notamment ponctué par une ambiance très hostile envers différents acteurs du clubs, avec une pluie de banderoles que ce soit côté virage Sud ou virage Nord. La North Gate Bordeaux déploie notamment une banderole accusant indirectement le virage Sud de complaisance envers les dirigeants du club : « Direction, joueurs, ultras : tous complices ! » suivie d’une autre du même tonneau : « Le copinage responsable de ce naufrage. Stop le carnage ! ».
La saison 2023-2024 est marquée par des difficultés financières et sportives inquiétantes pour les girondins de Bordeaux. Cette situation pousse la NGB à déployer de nombreuses banderoles hostiles envers les joueurs, mais également envers les dirigeants du club et le président - propriétaire Gérard Lopez, dont la NGB s’oppose fermement. 
La NGB fête sa première année d’existence lors du dernier match de la saison, avec plusieurs tifos et banderoles et un important spectacle pyrotechnique (des artifices sont également tirés à l’extérieur du stade). Mais l’été 2024 s'avère catastrophique pour le club, relégué administrativement en National 2 à la suite du redressement judiciaire. Le 23 Juillet 2024, la NGB publie un communiqué en réaction à cette situation, dans lequel ils demandent pour la première fois le départ du président Gérard Lopez. Durant cette période, la NGB est très active et déploie des banderoles « Lopez dégage ! » dans différents lieux de la ville, tandis qu'une banderole de soutien aux salariés du club est posée sur les grilles du centre d’entraînement du Haillan. Le groupe participe également le 1er septembre 2024 à un rassemblement « populaire » initié sur les réseaux sociaux, lors duquel il rappelle une nouvelle fois son opposition à Gérard Lopez. Ce dernier prend par la suite la parole dans les médias en critiquant (sans la citer) la North Gate Bordeaux. Le groupe ne manquera de répondre par un communiqué en critiquant une nouvelle fois le président du club.
À la suite d'une situation conflictuelle entre le propriétaire du stade Matmut Atlantique, la mairie et le club, les Girondins de Bordeaux débutent leur saison au stade Sainte-Germaine du Bouscat à huis clos, avant de revenir au Matmut atlantique pour le troisième match à domicile. Après quelques pourparlers entre la NGB et le club, le groupe est finalement replacé au bloc 59, en bas du virage Nord, derrière la cage. Cet été 2024 aura aussi vu la naissance d’un autre groupe de supporters : le Kop 33. Ce groupe, se revendiquant familial et non ultra, sera quant à lui placé au bloc 61, non loin de la North Gate.
Le début de saison au stade Matmut atlantique en national 2 verra les Girondins réaliser de bonnes affluences malgré le contexte sportif et financier très compliqué. Le virage Nord connais ainsi une bonne fréquentation en début de saison avec notamment 3 groupes de supporters qui y sont installés : les irréductibles, la North Gate et le KOP 33. Jamais cette tribune n’avait accueilli autant d’associations de supporters. Le 7 Décembre 2024, alors que les girondins reçoivent le Stade briochin au stade Matmut Atlantique, de nouveaux échauffourées éclatent sur le parvis du stade. Un groupe d’Ultramarines bloque l’entrée du virage Nord aux supporters de la NGB pendant plus d’une heure. L’origine de cette action des Ultramarines pourrait venir du fait qu’un jeune supporter mineur et non ultra mais habitué du Virage Sud ait été passé à tabac par des membres de la North Gate. Au même moment aux abords du Virage Sud, un supporter bordelais non ultra est violemment agressé par trois hommes cagoulés. Les UB87 finissent par regagner leur tribune et les ultras du virage nord finiront par entrer dans la leur quelques minutes après le début du match, sous les hués du virage sud. Le 10 Décembre, les Ultramarines publient un communiqué revenant sur les incidents de Saint-Brieuc et, sous la menace d'une dissolution par les pouvoirs publics, proposent à la North Gate un pacte de non agression. Le 13 Décembre, la NGB publie un communiqué dans lequel ils acceptent cette proposition. Au lendemain de cet accord la North Gate Bordeaux est présente à  La Roche - sur - Yon pour le match des girondins face à La Roche VF, et ce malgré l’arrêté préfectoral interdisant la présence des supporters bordelais. C’est la première fois que le groupe réalise un déplacement depuis le 19 Février 2024 lors du match de ligue 2 à Amiens. Le 11 Janvier 2025, pour le match de Bordeaux face à Granville et à la suite de la signature du pacte de non agression entre les deux groupes ultras bordelais, les supporters ont l’autorisation de se déplacer à Granville, une première depuis depuis plusieurs mois. Le match sera placé sous haute surveillance et deux parcages sont constitués pour les deux groupes ultras, qui empruntent deux itinéraires différents pour aller au stade et ainsi éviter de se croiser. Aucun incidents n’est à déplorer. Cette organisation sera par la suite répétée jusqu’à la fin de la saison. Le 22 Avril 2025, le KOP 33 publie un communiqué dans lequel ils demandent à leur tour le départ de Gérard Lopez, s’alignant ainsi sur la position de la North Gate sur ce sujet.
Le 27 Mai 2025, alors que le F.C.G.B est en redressement judiciaire, Gérard Lopez est auditionné au tribunal de commerce de Bordeaux pour être entendu sur son plan de continuation pour le club. Le KOP 33 et la North Gate Bordeaux profite de cette venue du président pour se rendre également sur les lieux de l’audition, dans l’objectif de faire entendre à l’homme d’affaires hispano-luxembourgeois leur mécontentements. Plusieurs bâches hostiles au propriétaire du club font alors leur apparition place de la bourse, devant l’entrée principale du tribunal, et ce alors que Gérard Lopez est en pleine audition dans le tribunal. Déterminé à se confronter à Lopez, les membres de la North Gate (une quarantaine ce jour là) se divisent en plusieurs petits groupes et se positionnent à chaque sorties du tribunal. Le propriétaire parvient finalement à éviter la confrontation en sortie de tribunal en utilisant un accès qui n’était pas surveillé par les ultras du virage nord. Une chasse à l’homme prend alors place en plein centre de Bordeaux, les membres de la North Gate et du KOP 33 courant dans les rues de la ville dans l’objectif de retrouver l’homme d’affaires, passant de la place Gabriel jusqu’à la rue Saint Rémi (où ils ont fait face à un barrage de police) puis à la place de la comédie, devant l’hôtel intercontinental. Pensant que Gérard Lopez s’était réfugié dans l’hôtel, certains d’entre eux rentrent alors dans le hall pour le retrouver (le président était en fait à un autre hôtel de la ville). Les supporters ont alors proférés des chants « Lopez ! Lopez ! On t’enc*** », à plusieurs reprises, puis se sont dispersés après que la police est lancé une grenade assourdissante. Gérard Lopez réagira brièvement à cette affaire en traitant les supporters l’ayant traqué de « crétins » lors d’une interview.

## Autres groupes
Piranhas et Irréductibles, formés par des Ultramarines première génération, sont aussi présents au stade (Virage Sud) et parfois en déplacement, mais dans un style beaucoup plus proche du supportérisme classique que de la « folie ultra » des Devils et Ultras.
Certains groupes comme la Old School Bordeaux, anciennement CVS - Île-de-France fondé en 1993, suivent le mouvement Ultra du virage Sud de façon un peu plus indépendante.
En 1997, naît la DCM, groupe de supporteurs issu des Devils, expatrié en Charente Maritime. Toujours actif à ce jour, le groupe organise de nombreux déplacements à travers la France et l'Europe malgré la dissolution, maintenant lointaine, des Devils.
Les groupes Marine et Blanc d'Île-de-France, présents sur Paris et sa banlieue, proposent également de suivre les Girondins depuis 2003.
Le 24 janvier 2007, le groupe des Girondins de Champagne est créé en région Champagne-Ardenne à la suite de la demi-finale de la Coupe de la Ligue Reims 1 - 2 Bordeaux au stade Auguste-Delaune, groupe dont le siège est situé à Rethel, dans les Ardennes. Association de fans du FC Girondins dans tout le Nord-Est, elle est très active jusqu'en mai 2012. Toujours existante à ce jour, elle n'organise cependant plus de déplacements qu'en local.
En juillet 2008, apparaît une nouvelle section nommée Marine & Blanc Franche-Comté, qui organise des déplacements à Bordeaux ainsi que partout en France et en Europe depuis l'Est de la France, et plus particulièrement depuis la Franche-Comté, comme son nom l'indique.
En décembre 2012, une nouvelle section voit le jour, la Section Bordeaux-Alsace qui organise des déplacements pour encourager les Girondins à Bordeaux, en France et en Europe depuis l'est de la France, et plus particulièrement en Alsace et les régions alentour.
En Juillet 2023, l'Association Girondins d'Occitanie voit le jour. Cette association indépendante a pour but de rassembler les supporteurs du FC Girondins de Bordeaux présents en Occitanie afin d'organiser et faciliter les déplacements vers Bordeaux et autres villes où se déplace l'équipe.

## Supporters célèbres
- Arnaud Tsamere[53]
- Baptiste Lecaplain[54]
- Julien Courbet [55]

## Amitié des supporters du FC Girondins de Bordeaux et de l'AS Saint-Étienne
Les ultras bordelais et stéphanois se rapprochent progressivement à la fin des années 1980, à l'occasion de tournois de football entre supporters,. Leur amitié est scellée en juin 1992, lors d'une rencontre à Bordeaux : malgré le contraste entre la ville de Bordeaux réputée bourgeoise et une Saint-Étienne prolétaire, les meneurs des Magic Fans du Kop Nord stéphanois et les Ultramarines du virage sud bordelais prennent conscience de leur vision commune. L'histoire parallèle des deux clubs, dont les périodes d'apogée viennent de s'achever — L'ASSE pendant les années 1970, le FCGB lors de la décennie suivante — contribue à forger cette entente.
Les deux groupes se rendent régulièrement visite et les matchs entre les deux équipes sont l'occasion de proclamer leur lien particulier : en 2005 par exemple, une banderole est déployée à Geoffroy-Guichard : « Ultras, Magic : une fraternité unique pour une amitié historique ». En 2015 c'est un tifo aux couleurs alternées des deux clubs, vert et bleu marine, qui s'organise dans les tribunes des virages, tandis qu'une banderole affirme « Brothers forever ». Le même dispositif est repris à Bordeaux en 2023 pour célébrer plus de trente ans d'amitié, alors que les deux clubs s'affrontent désormais en Ligue 2. Dans les différends qui opposent parfois groupes d'ultras et dirigeants de club, les deux groupes de supporters se soutiennent comme en décembre 2022 quand les Ultramarines inscrivent sur une de leurs banderoles  « L’ASSE appartient à ses supporters, pas à ses actionnaires ».
D'autres jumelages ou amitiés ont existé où existent encore entre groupes de supporteurs de Bordeaux et d'autres clubs (Parma Boys du Parma FC, la Schikeria du FC Bayern Munich, HNT de l'Athletic Bilbao...) mais le jumelage avec Saint-Étienne est le seul à perdurer à un tel niveau. Celui-ci, connu de la presse spécialisée, est cependant bien moins médiatisé que les événements violents entre hooligans qui font les choux gras de certains médias.